# Turngemeinde 1862 Rüsselsheim 2015-2016 (pallavolo maschile)
Questa voce raccoglie le informazioni riguardanti il Turngemeinde 1862 Rüsselsheim nelle competizioni ufficiali della stagione 2015-2016.

## Organigramma societario
Area direttiva
- Presidente: Henning Wegter

Area tecnica
- Allenatore: Michael Warm
- Allenatore in seconda: Mircea Dudas
- Assistente allenatori: Fons Vranken
- Scout man: Olaf Minter

Area sanitaria
- Medico: Harald Hake, Christian Hesse
- Fisioterapista: David Döring, Holger Gerhardt, Johanna Weber

## Rosa
| N° | Nome             | Ruolo | Data di nascita  | Nazionalità sportiva |
| -- | ---------------- | ----- | ---------------- | -------------------- |
| 1  | Florian Ringseis | L     | 9 luglio 1992    | Austria              |
| 2  | Bryan Fraser     | S     | 31 gennaio 1991  | Canada               |
| 3  | Stefan Thiel     | P     | 15 ottobre 1997  | Germania             |
| 5  | Lukáš Bauer      | C     | 25 febbraio 1989 | Germania             |
| 7  | Jannis Hopt      | P     | 3 agosto 1996    | Germania             |
| 8  | Jan Klobučar     | S     | 11 dicembre 1992 | Slovenia             |
| 9  | Georg Escher     | C     | 8 dicembre 1994  | Germania             |
| 10 | Moritz Reichert  | S     | 15 marzo 1995    | Germania             |
| 11 | Tobias Krick     | C     | 22 ottobre 1998  | Germania             |
| 13 | Georg Wolf       | L     | 19 luglio 1995   | Germania             |
| 14 | Peter Wolf       | S/O   | 14 giugno 1992   | Germania             |
| 16 | Christian Dünnes | S/O   | 16 giugno 1984   | Germania             |
| 17 | Jan Zimmermann   | P     | 12 febbraio 1993 | Germania             |